# José Alessandro Bagio
José Alessandro Bernardo Bagio, född 16 april 1981, är en brasiliansk friidrottare som tävlade i gång. Han deltog vid olympiska sommarspelen 2004, olympiska sommarspelen 2008 och olympiska sommarspelen 2016.